# デススパイラル (フィギュアスケート)
デススパイラル(Death spiral)は、フィギュアスケートにおける要素のひとつ。
男性と女性が手をつかみ合い、男性が中心となり女性をその周りで回す。女性の腰と頭が女性のスケーティングレッグの膝より高い位置にあってはいけない。また少なくとも一つの体勢で男性の臀部がピボットレッグの膝より高い位置にあってはならない。
ISUジャッジングシステムでは、デススパイラルは1から4のレベルという概念が取り入れられており、レベルの数値が大きいほどが高い基礎点が与えられる。この判定は技術審判によって行われ、レベルアップは、ガイドラインに沿うレベルアップの要件を満たすか、それと同等といえる工夫が見られた場合に認められる。要素の出来栄えによってGOEで加点・減点の評価を受ける。

## デススパイラルの大別
フォアイン (略記：FiDs)
女性がフォアワード･インサイドエッジで滑るもの
バックイン (略記：BiDs)
女性がバックワード･インサイドエッジで滑るもの
フォアアウト(略記：FoDs)
女性がフォアワード･アウトサイドエッジで滑るもの
バックアウト (略記：BoDs)
女性がバックワード･アウトサイドエッジで滑るもの

## 得点
ISUジャッジングシステムにおけるデススパイラルの得点はフィギュアスケートの採点法を参照。